# جاده ای۱۶۸
جاده ای۱۶۸ (انگلیسی: A168 road) یکی از جاده‌های کشور انگلستان است.
این جاده از شهرک نورثالرتون شروع و در شهرک وتربی به پایان می‌رسد، طول این جاده ۵۵ کیلومتر است.